# Nondara
Nondara est une localité du nord de la Côte d'Ivoire qui se situe dans la Région des savanes, entre les villes de Boundiali et Madinani. La population y est constituée essentiellement de Sénoufos et de Malinkés.
Nondara est située précisément dans la région de la Bagoué; à environ 3 km de Boundiali sur le tronçon Boundiali-Odiéné. Ce village est peuplé à plus de 90 % de Sénoufos qui cohabitent avec une faible communauté peulh. Il est reconnu pour son palmarès de 1er producteur de riz de la commune de Boundiali. 70 % de sa population masculine incarne jusqu'à ce jour sa valeur traditionnelle qui est l'initiation au poro (Tiologo). 20 % sont musulmans et 10 % sont chrétiens. Ce village Dont le Chef actuel est M. konaté Péradjo est entouré de cours d'eau et de montagnes. Au nombre des montagnes, nous avons: Bavi au sud-ouest et Gnadiôlô à au Nord.Ses cours d'eau sont essentiellement des rivières : Kahaloténégui au nord, Sagouo au sud, Tiologo à l'est.